# Dietrich Meyer (Theologe)

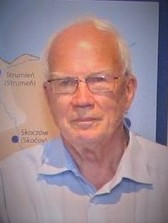

Dietrich Meyer (* 23. September 1937 in Mocker, Landkreis Leobschütz, Provinz Oberschlesien) ist ein deutscher evangelischer Theologe und Kirchenhistoriker.

## Leben und Wirken
Nach dem Abitur in Köln studierte Meyer von 1957 bis 1961 Evangelische Theologie in Berlin, Bethel, Tübingen, Basel und Bonn. 1963 wurde er an der Universität Hamburg mit einer Dissertation über Nikolaus Ludwig von Zinzendorf zum Dr. theol. promoviert und 1965 ordiniert. Nach dem Dienst als Hilfsprediger in Holpe bei Waldbröl unterrichtete er von 1967 bis 1971 an der Near East School of Theology in Beirut. Anschließend machte er eine Ausbildung zum Archivar und begann 1973 seine Tätigkeit im Archiv der Evangelischen Kirche im Rheinland in Düsseldorf. 1976 zum Leiter des Archivs ernannt, wurde er 2000 in den Ruhestand verabschiedet.
Meyer hat zahlreiche Schriften veröffentlicht und herausgegeben, vor allem über den Pietismus sowie über die neuere Kirchengeschichte Schlesiens und des Rheinlands. Ein besonderer Schwerpunkt lag auf der Biografieforschung. Er war (Mit-)Herausgeber des Jahrbuchs für Schlesische Kirchengeschichte, der Monatshefte für Rheinische Kirchengeschichte und der Schriftenreihe des Vereins für Rheinische Kirchengeschichte. Er ist Vorsitzender der 1952 gegründeten Stiftung Kulturwerk Schlesien sowie Mitglied der Historischen Kommission für Schlesien.

## Schriften (Auswahl)
- Der Christozentrismus des späten Zinzendorf. Eine Studie zu dem Begriff täglicher Umgang mit dem Heiland. Lang, Bern u. a. 1973.
- Zinzendorf und die Herrnhuter Brüdergemeine (1700–2000). Göttingen 2000; Neuausgabe 2009.
- Zur Geschichte der evangelisch-theologischen Fakultät der Universität Breslau 1811–1945. In: Jahrbuch für Schlesische Kirchengeschichte. Neue Folge. Band 68, 1989, S. 149–174.

Als Herausgeber
- Bibliographisches Handbuch zur Zinzendorfforschung. Düsseldorf 1987.
- Pietismus – Herrnhutertum – Erweckungsbewegung: Festschrift für Erich Beyreuther. Rheinland-Verlag, Köln 1982.
- (mit Bernd Hey): Akten betreuter Personen als archivische Aufgabe: Beratungs- und Patientenakten im Spannungsfeld von Persönlichkeitsschutz und historischer Forschung. Degener, Neustadt an der Aisch 1997.
- Das neue Lied im Evangelischen Gesangbuch. Lieddichter und Komponisten berichten. Archiv der Evangelischen Kirche im Rheinland, 2. Auflage, Düsseldorf 1997, ISBN 3-930250-17-9.
- Gerhard Tersteegen: Ich bete an die Macht der Liebe. Eine Auswahl aus seinen Werken. Gießen 1997.
- Kirchengeschichte als Autobiographie. Ein Blick in die Werkstatt zeitgenössischer Kirchenhistoriker. Rheinland-Verlag, Köln 1999 (Bd. 1), 2002 (Bd. 2).
- Nikolaus Ludwig von Zinzendorf. Er der Meister, wir die Brüder. Eine Auswahl seiner Reden, Briefe und Lieder. Gießen 2000.
- (mit Udo Sträter): Zur Rezeption mystischer Traditionen im Protestantismus des 16. bis 19. Jahrhunderts. Beiträge eines Symposiums zum Tersteegen-Jubiläum 1997. Rheinland-Verlag, Köln 2002.
- Erinnertes Erbe. Beiträge zur schlesischen Kirchengeschichte. Festschrift für Christian-Erdmann Schott. Herrnhut 2002.
- Über Schlesien hinaus. Zur Kirchengeschichte in Mitteleuropa. Festgabe für Herbert Patzelt zum 80. Geburtstag. Herrnhut 2004.
- Nikolaus Ludwig von Zinzendorf: Katechismen. Göttingen 2008 (= Texte zur Geschichte des Pietismus, Abt. IV Bd. 6,1).
- Nikolaus Ludwig von Zinzendorf: Bibel und Bibelgebrauch. Göttingen 2015 (= Texte zur Geschichte des Pietismus, Abt. IV Bd. 7,1 und 7,2).
- mit Gustav Adolf Benrath, Ulrich Hutter-Wolandt, Ludwig Petry und Horst Weigelt: Zur Geschichte der evangelischen Kirche in Schlesien. München 1992.